# 대 그라쿠스
티베리우스 셈프로니우스 그라쿠스 또는 대(大) 그라쿠스(Tiberius Sempronius Gracchus, 기원전 217년경 - 기원전 154년)는 기원전 2세기에 활동한 로마 공화정의 정치가이다. 그라쿠스 형제의 개혁으로 유명한 그라쿠스 형제(티베리우스와 가이우스)의 아버지이다.
그의 초기 생애는 잘 알려져 있지 않다. 기원전 190년 스키피오 아프리카누스의 명령으로 마케도니아의 필리포스 5세에게 파견되어 로마군의 후방지원을 요청한 것이 첫 공식 업무로 기록된다. 기원전 187년에는 호민관으로 선출되고 카토 (대)등이 스키피오 아프리카누스의 실각을 노리고 벌어진 '스키피오 재판'사건에서 용기있게 스키피오의 변호를 맡았다. 이때 스키피오는 그의 딸 코르넬리아 아프리카나를 그라쿠스에게 주기로 약속했다.
그 이후 그라쿠스는 로마 공화정의 공직에서 차근차근 길을 밟아 가는데 기원전 182년에는 안찰관, 2년후에는 법무관에 선출되었고 기원전 179년에는 전직법무관 자격으로 군단을 이끌고 히스파니아에서 벌어진 반란을 성공적으로 진압했다. 이 때의 공으로 그는 기원전 177년 집정관에 선출되었다. 집정관을 지낸후 그는 스키피오 아프리카누스의 약속대로 스키피오의 딸인 18세의 코르넬리아와 결혼했는데 무척 나이차이가 많이 나는 결혼이었다. 이 결혼에서 유명한 그라쿠스 형제가 태어났다.
그는 공직에 있으면서 몇가지 중요한 법안들을 통과시켰는데 정부가 발주하는 건설사업을 일부 업자가 독점하는 것을 금지하는 법안, 일정조건을 가진 해방노예들에게 로마 시민권을 취득할 권리를 주는 법안등을 통과시켰다.
기원전 163년 그는 두 번째로 집정관에 선출되어 시리아를 방문하여 그곳의 셀레우코스 왕조를 지원했다. 그는 유창한 그리스어를 구사했다고 하며 품위있고 단정한 품성으로 존경을 받았다. 기원전 154년경 사망했는데 아들 티베리우스 그라쿠스는 10살이었고 동생 가이우스는 아직 한살정도의 아기였다.

## 같이 보기
- 티베리우스 그라쿠스
- 가이우스 그라쿠스